# Metallarcha erromena
Metallarcha erromena is een vlinder uit de familie van de grasmotten (Crambidae), uit de onderfamilie van de Spilomelinae. De wetenschappelijke naam van deze soort is voor het eerst voorgesteld als Isocentris erromena door Alfred Jefferis Turner in een publicatie uit 1908.
De soort komt voor in Australië (Queensland).